# Ландия, Николай Александрович
Николай Александрович Ландия (26 января 1919, Кутаиси — 25 февраля 1984) — советский химик-неорганик и физикохимик.
Академик Академии Наук Грузинской ССР (с 1974 года).

## Биография
Окончил Грузинский политехнический институт (1940). В 1945—1960 — работал там же.
В 1960—1972 — директор Института неорганической химии и электрохимии Академии Наук Грузинской ССР.
В 1972—1981 — академик-секретарь Академии Наук Грузинской ССР.
В 1981—1984 — вице-президент Академии Наук Грузинской ССР.

## Научные достижения
Основные работы посвящены химической термодинамике. Разработал новый метод получения кальцинированной и каустической соды из сульфата натрия, угля и паров воды (1945). Определил (1946—1962) термодинамические характеристики ряда неорганических соединений и химических процессов. 
Создал метод точного расчета высокотемпературной теплоемкости твердых неорганических соединений, широко применяемый в термодинамических исследованиях высокотемпературных процессов металлургии, технологии силикатов, неорганической технологии. Развивал (с 1961) исследования по экспериментальной термодинамике, достиг высокой точности результатов. 
Изучил (1965—1979) высокотемпературную энтальпию и теплоемкость многих индивидуальных ферритов и их твердых растворов. Экспериментально измерил теплоты превращений (в том числе магнитных) в непосредственной близости от точек перехода. Установил зависимость между составом и свойствами, а также между магнитными и тепловыми свойствами ферритов.

## Награды
Награждён Орденом Красного знамени, Орденом дружбы народов, и Орден «Знак Почёта».